# Tanjung Leidong
Tanjung Leidong is een bestuurslaag in het regentschap Labuhan Batu Utara van de provincie Noord-Sumatra, Indonesië. Tanjung Leidong telt 8704 inwoners (volkstelling 2010).